# Превениско (Терамо)
Превениско (итал. Prevenisco) је насеље у Италији у округу Терамо, региону Абруцо.
Према процени из 2011. у насељу је живело 33 становника. Насеље се налази на надморској висини од 685 м.